# Denis Paradis
Pour les articles homonymes, voir Paradis (homonymie).
Denis Paradis, né le 1er avril 1949 à Saint-Jean-sur-Richelieu, est un avocat et homme politique fédéral du Québec. Il a été député à deux reprises de la circonscription de Brome—Missisquoi, la première fois de 1995 à 2006 et la seconde fois de 2015 à 2019. Il a été Ministre d'État pour les institutions financières dans le cabinet de Paul Martin de décembre 2003 à juillet 2004. Il ne s'est pas représenté en 2019.

## Biographie
Né à Saint-Jean-sur-Richelieu en Montérégie, Denis Paradis a pratiqué le droit dans le district judiciaire de Bedford. Il a été président de l'Association des avocats de province en 1983, premier conseiller de la section de Bedford du Barreau du Québec pour l'année 1991-1992 puis bâtonnier du Québec en 1993-1994. Il est également l'auteur de l'ouvrage Règles de procédure devant les tribunaux administratifs publié en 1985.
En 2009, le Barreau du Québec lui décerne le titre d'avocat émérite (Ad.E.),.
Denis Paradis travaille depuis 2006 comme avocat-conseil pour le cabinet québécois Dunton Rainville. Il est aussi propriétaire d'un vignoble dans la région de Saint-Armand, le Domaine du Ridge.

## Carrière politique
Denis Paradis devint député du Parti libéral du Canada dans la circonscription fédérale de Brome—Missisquoi lors de l'élection partielle déclenchée après le décès du bloquiste Gaston Péloquin en 1995. Il fut réélu en 1997, 2000 et en 2004. Il fut défait en 2006 et en 2008.
Durant son passage à la Chambre des communes, il fut secrétaire parlementaire du ministre de la Coopération international en 1999, du ministre responsable de la Francophonie en 1999 et du ministre des Affaires étrangères de 1999 à 2001. Il fut également secrétaire d'État chargé de l'Amérique latine, de l'Afrique et de la Francophonie de 2002 à 2003 et ministre d'État chargé des Institutions financières de 2003 à 2004.

## Liens familiaux
Il est le frère du député provincial libéral Pierre Paradis.